# Boris Ivanovič Aleksejev
Boris Ivanovič Aleksejev (rusko Борис Иванович Алексеев), sovjetski general in vojaški tožilec, * 1902, † 1996.

## Življenje
Med letoma 1930 in 1939 je bil inšpektor Vojaškega tribunala Baltiške flote.
Pozneje je bil vojaški tožilec v več enotah/poveljstvih: Arhangelsko vojaško okrožje (1940-41), Voroneška fronta, Transkavkaška fronta in 2. ukrajinska fronta.